# Chelonistele sulphurea
Chelonistele sulphurea là loài phong lan phân bố ở bán đảo Mã Lai, Sumatra, Java và Philippines. Cây này có hoa nhỏ và thơm.

## Hình ảnh

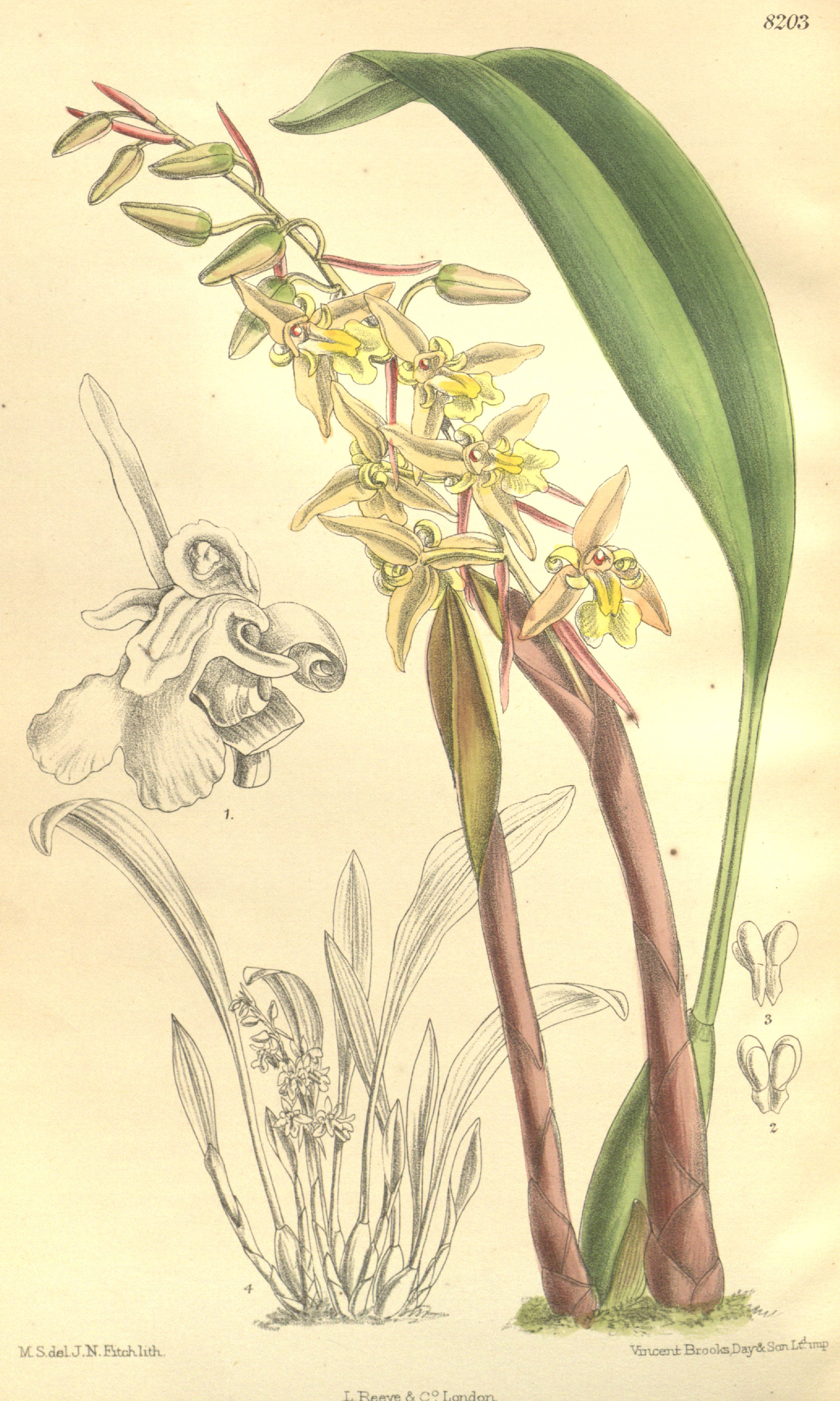